# Восток Монтережи
Восто́к Монтережи́ (фр. Montérégie-Est) — одна из трёх областей, составляющих территорию Монтережи. Организована на тех же основаниях, что и административные области Квебека, и является, таким образом, независимой в своей областной компетенции.

## Состав области
Область состоит из девяти графств:
- Бром-Миссискуа
- Верхняя Ришельё
- Верхняя Ямаска
- Ла-Валле-дю-Ришельё
- Лажамре
- Ле-Маскутен
- Пьер-де-Сорель
- Рувиль
- Эктон